# Пиърс (окръг, Северна Дакота)
Вижте пояснителната страница за други значения на Пиърс.
Окръг Пиърс (на английски: Pierce County) е окръг в щата Северна Дакота, Съединени американски щати. Площта му е 2802 km², а населението - 4099 души (2017). Административен център е град Ръгби.